# Bleu Berline
Bleu Berline est une auteur-compositeur-interprète et musicienne française. Elle émerge sur la scène musicale française avec un style qu'elle qualifie de « Blue Pop », caractérisé par une fusion de pop française, d'électro et de hip-hop.
Son projet artistique se distingue par un contraste entre la douceur de sa voix et la puissance de ses productions, ainsi que par un processus de création autonome dans son home studio.

## Biographie

### Jeunesse et formation
Elle baigne dès son plus jeune âge dans un environnement musical, son père étant saxophoniste. À l’âge de cinq ans, elle manifeste déjà la volonté de consacrer sa vie à la musique. Elle obtient un prix de guitare classique au Conservatoire de Paris et suit un cursus en musiques actuelles à l'école ATLA, avant de se former en composition et production de musique à l'image au CIFAP.

### Débuts de carrière et genèse du projet solo (2020-2023)
Avant son projet solo, elle travaille comme musicienne multi-instrumentiste pour des artistes comme Beat Assailant, Yaël Naim et Adrien Gallo. Le confinement de 2020 est un tournant, lui permettant de se consacrer à ses propres compositions. Elle développe sa présence en ligne, notamment sur Youtube et Tiktok, avec près de 200 reprises. Son premier titre original, « Otchi Tchorni », un morceau franco-ukrainien, sort en juillet 2020 en hommage à ses origines.
Le nom de scène « Bleu Berline » est une référence à la couleur fétiche de sa grand-mère et au pigment Bleu de Prusse, aussi appelé « Bleu de Berlin ».

### Premiers EPs:Soleil perduetVerre d'amour(2024–2025)
Son premier EP, Soleil perdu, sort le 26 janvier 2024. Cet opus de six titres explore des thèmes introspectifs comme l'amour, l'amitié et les relations toxiques.
Le 21 mars 2025, elle dévoile un deuxième EP plus « brut » et « affirmé », Verre d'amour, centré sur l'amour, la résistance et l'affirmation de soi. Sa structure narrative s'articule autour de cinq « fragments de vie » : fuir, aimer, pleurer, rebondir et résister. Musicalement, il marque le retour de la guitare électrique, son instrument de cœur, apportant une texture plus tranchante. La sortie est célébrée par un concert à FGO-Barbara le 15 mai 2025.

## Discographie

### EPs
- 2024 : Soleil perdu
- 2025 : Verre d'amour

### Singles
- 2020 : Otchi Tchorni
- 2021 : Mon amie la rose
- 2021 : Une chanson douce
- 2023 : Mauvais ordre